# Idesbaldo delle Dune
Idesbaldo (1090 circa – Le Dune, 1167) è stato un religioso fiammingo.
Abate del monastero cistercense delle Dune, il suo culto come beato è stato confermato da papa Leone XIII nel 1894.

## Biografia
Secondo la tradizione, apparteneva alla nobile famiglia dei van der Gracht, signori di Moorsel, e, rimasto vedovo, attorno al 1150 abbracciò la vita religiosa tra i monaci dell'abbazia cistercense delle Dune.
Idesbaldo fu eletto abate delle Dune nel 1155 e morì in concetto di santità nel 1167, venendo sepolto in una bara di piombo nella sala del capitolo dell'abbazia.

## Il culto
Quando, nel 1577, i geuzen devastarono l'abbazia delle Dune, i monaci in fuga misero in sicurezza il corpo di Idesbaldo nella grangia di Bogaerde, dove si erano rifugiati. La cassa fu aperta nel 1623 e il corpo, trovato incorrotto, fu esposto per giorni alla venerazione dei fedeli: le reliquie furono poi trasportate a Bruges e nel 1830 furono collocate nella cappella dell'ospedale della Potterie.
Un oratorio in onore dell'abate fu eretto nel 1819 sul sito della sala capitolare dell'antica abbazia delle Dune, a Koksijde.
Papa Leone XIII, con decreto del 23 luglio 1894, ne confermò il culto con il titolo di beato.
Il suo elogio si legge nel martirologio romano al 18 aprile.